# デイヴィッド・ジョン・オサリバン
デイヴィッド・ジョン・オサリバン（英: David John O'Sullivan, OBE, 1933年10月5日 - 2024年4月26日）は、ニュージーランド・サラブレッド・レーシングの調教師だった人物である。息子にランスとポールがいる。

## 経歴・人物
- デイヴィッドは1951年に騎手として競馬界にデビューし、10年間で通算125勝を挙げた。その中には1953年のレイルウェイステークスにてテアワ号に騎乗し勝利したレースもある[1]。
- 騎手としてはウェイトコントロールに苦しんでいたことや、調教師をしていた妻の父の健康状態が思わしくなかったこともあり、1961年に騎手を引退し、調教師へ転向した[2]。
- 調教師としては通算1877勝を挙げ、数々の名馬を育成したが、その中には1980年オークランドカップと1981年クイーンエリザベスステークス優勝のマイブルーデニム号[3]、1996年レヴィンクラシックを制覇し、1996年・1997年ニュージーランド年度代表馬となったオライリー（英語版）号などがいる。
- 海外遠征も積極的に行い、1986年にアワウェイバリースター（英語版）号を日本の東京競馬場において催行されたリステッドオープン競走の「富士ステークス」に出走させて1着に入線させ[4]、同じく東京競馬場で催行された1989年の「ジャパンカップ」ではオグリキャップとの激しい死闘を制し、芝2,400mの世界レコードタイム（当時）の2分22秒2をマークしたホーリックス号を優勝させた[5]。
- デイヴィッドはこうした数々の栄光と名声を評価され、1990年に『ニュージーランド1990年記念メダル（英語版）』を[6]、1992年にはニュージーランド女王たる大英帝国のエリザベス2世陛下の誕生日の祝賀として執り行われた1992年ニュージーランド誕生日栄誉賞（英語版）叙勲にて『大英帝国勲章』をそれぞれ授けられた[7]。
- 2024年4月26日、長らく暮らしたマタマタ（英語版）の街でこの世を去った[8]。2024年4月26日（90歳没）。

## 主な管理調教馬
- オライリー (競走馬)（英語版） - 1996年・1997年ニュージーランド年度代表馬
- ホーリックス - 1989年ジャパンカップ優勝馬